# Aivars Drupass
Aivars Drupass (Riga, 3 agosto 1963 – 28 maggio 1999) è stato un calciatore lettone.

## Carriera

### Club
In epoca sovietica ha giocato sempre nella seconda serie giocando soprattutto nel Daugava Rīga e nel CSKA Mosca. Dopo l'indipendenza lettone ha giocato nello Skonto, vincendo il campionato.
Ha chiuso la carriera nella terza serie svedese nelle file del Tidaholm.

### Nazionale
Ha disputato tre partite con la nazionale lettone: ha esordito l'8 aprile 1992, in quella che è stata la prima storica partita della Lettonia dalla ritrovata indipendenza; la gara, giocata contro la Romania, vide Drupass titolare fino al 70', quando fu sostituito da Rolands Bulders.
Tornò a giocare in nazionale due anni dopo, mettendo a segno una rete nella vittoriosa amichevole contro Malta.

## Scomparsa
È morto nell'estate del 1999 dopo una lunga malattia.

## Statistiche

### Cronologia presenze e reti in nazionale
| Cronologia completa delle presenze e delle reti in nazionale ― Lettonia | Cronologia completa delle presenze e delle reti in nazionale ― Lettonia | Cronologia completa delle presenze e delle reti in nazionale ― Lettonia | Cronologia completa delle presenze e delle reti in nazionale ― Lettonia | Cronologia completa delle presenze e delle reti in nazionale ― Lettonia | Cronologia completa delle presenze e delle reti in nazionale ― Lettonia | Cronologia completa delle presenze e delle reti in nazionale ― Lettonia | Cronologia completa delle presenze e delle reti in nazionale ― Lettonia |
| Data                                                                    | Città                                                                   | In casa                                                                 | Risultato                                                               | Ospiti                                                                  | Competizione                                                            | Reti                                                                    | Note                                                                    |
| ----------------------------------------------------------------------- | ----------------------------------------------------------------------- | ----------------------------------------------------------------------- | ----------------------------------------------------------------------- | ----------------------------------------------------------------------- | ----------------------------------------------------------------------- | ----------------------------------------------------------------------- | ----------------------------------------------------------------------- |
| 8-4-1992                                                                | Bucarest                                                                | Romania                                                                 | 0 – 2                                                                   | Lettonia                                                                | Amichevole                                                              | -                                                                       | 70’                                                                     |
| 19-8-1998                                                               | Riga                                                                    | Lettonia                                                                | 4 – 1                                                                   | Malta                                                                   | Amichevole                                                              | 1                                                                       |                                                                         |
| 10-11-1998                                                              | Riga                                                                    | Lettonia                                                                | 1 – 3                                                                   | Georgia                                                                 | Amichevole                                                              | -                                                                       |                                                                         |
| Totale                                                                  |                                                                         | Presenze                                                                | 3                                                                       |                                                                         | Reti                                                                    | 1                                                                       |                                                                         |

## Palmarès
- Campionato lettone: 1

Skonto: 1992